# 夔州
夔州，唐朝时设置的州。
武德二年（618年）以信州改名，治所在人复县（贞观中改奉节县，即今重庆市奉节县东。宋移今治）。天宝元年（742年）改为云安郡，乾元元年（758年）复为夔州。辖境相当今重庆市奉节、云阳、巫山、巫溪等县地。宋朝时，属夔州路。开宝中割云安县（今云阳县）置云安军，辖境缩小。元朝至元十五年（1278年）升为夔州路。明朝洪武四年（1371年）改为夔州府。
夔州位於长江上游，歷年以來是四川要道，水上交通繁忙，常有客货商船往来。 
| 唐朝夔州辖县 | 唐朝夔州辖县 |
| ------------ | --- |
| 619年        | 人复县、云安县、大昌县、巫山县（临江县、丰都县改属临州；秭归县、巴东县改属归州；南浦县、梁山县、武宁县改属南浦州） |
| 625年        | 人复县、云安县、大昌县、巫山县（南浦县、梁山县来属）                                                               |
| 626年        | 人复县、云安县、大昌县、巫山县（南浦县、梁山县改属浦州）                                                           |
| 649年        | 人复县（改为奉节县）、云安县、大昌县、巫山县                                                                       |

唐朝夔州刺史
- 李孝恭（619年—622年）
- 韦云起（622年）
- 温彦博（625年）
- 许道坤（武德年间）
- 黄君汉（632年）
- 张长逊（637年之前）
- 齐善行（638年）
- 崔客王（贞观年间）
- 王立行（贞观年间）
- 刘行敏（676年）
- 许钦寂（696年）
- 乙速孤行俨（699年—700年）
- 杨令深（开元初年）
- 王某（开元初年）
- 王仁嗣（开元年间）
- 王琚（726年前后）
- 程伯献（730年前后）
- 张景遵（739年）
- 陈履（唐玄宗时）
- 云安郡太守
- 李炼（758年）
- 唐论（759年）
- 王崟（763年—767年）
- 柏贞节（767年）
- 郑叔清（大历年间）
- 贾深（大历年间）
- 崔光绪（大历年间）
- 班震（大历末年）
- 齐映（787年）
- 戴叔伦（789年，未任）
- 卢复（贞元年间）
- 唐次（803年—805年）
- 郑叔度（810年）
- 马平阳（813年）
- 卢专（元和年间）
- 丘玄素（元和年间）
- 窦常（816年—819年）
- 王承弁（元和末年—822年）
- 刘禹锡（822年—824年）
- 郑绅（大和年间）
- 张讽（835年）
- 李贻孙（845年）
- 孙尧（大中年间）
- 卢弘宗（大中、咸通年间）
- 游符（咸通年间）
- 卢虔灌（咸通、乾符年间）
- 毛湘（景福年间）
- 刘昌美（乾宁年间）
- 王宗矩（903年）